# Miłosz Aleksandrowicz
Miłosz Aleksandrowicz (ur. 24 stycznia 1978 w Lublinie) – polski muzykolog, historyk muzyki, pedagog, doktor habilitowany nauk humanistycznych, profesor nadzwyczajny na Wydziale Nauk Humanistycznych Katolickiego Uniwersytetu Lubelskiego Jana Pawła II.

## Życiorys
Jest absolwentem Państwowej Szkoły Muzycznej im. T. Szeligowskiego w Lublinie (2000) w klasie teorii muzyki. W latach 1997–2002 studiował muzykologię w Katolickim Uniwersytecie Lubelskim Jana Pawła II. Tytuł magistra uzyskał na podstawie pracy pt. Akordyka Mszy organowych François Couperina w świetle dawnych systemów strojenia instrumentów klawiszowych (2002) napisanej pod kierunkiem ks. dr hab. Jana Chwałka. Jest również absolwentem Podyplomowego studium pedagogicznego przy Instytucie Pedagogiki KUL (2002).
Uzyskał doktorat (2007) w Katolickim Uniwersytecie Lubelskim Jana Pawła II na podstawie pracy pt. Wielkie motety Jeana Philippe’a Rameau w świetle jego Traktatu o harmonii (1722), studium hermeneutyczno-muzyczne i habilitację (2017) w Uniwersytecie im. Adama Mickiewicza w Poznaniu w zakresie nauk humanistycznych na podstawie pracy pt. Teoretyczne podstawy francuskiej polifonii liturgicznej XVII wieku.  W latach 2004–2008 pracował na stanowisku asystenta w Katedrze Hermeneutyki Muzycznej KUL. W latach 2009–2022 był adiunktem w Katedrze Polifonii Religijnej. Od 2022 pełni funkcję profesora nadzwyczajnego w Katedrze Badań nad Monodią i Polifonią Religijną w Instytucie Nauk o Sztuce KUL.

## Wybrane publikacje
- Teoretyczne podstawy francuskiej polifonii liturgicznej XVII wieku (2017)
- Teoria harmonii Jeana Ph. Rameau. Traité de l'harmonie (1722). Nouveau systême de musique théorique (1726) (2014)[2]